# Nils-Bertil Philipson
Nils-Bertil Philipson, född 16 december 1922 i Göteborg, död 6 februari 2016, var en svensk entreprenör i vinhandelsbranschen som från 1950-talet blev en av pionjärerna för att öka kunskapen om vin i Sverige.
Philipson var utbildad jurist och började arbeta inom vinbranschen 1950, inledningsvis hos en släktings vinagentur. Han bildade 1954 en egen vinagentur, Nils-Bertil Philipson AB. Vid denna tid sköttes all import av och partihandel med vin av statliga Vin & Sprit, eftersom det i Sverige rådde import- och partihandelsmonopol för alkoholhaltiga drycker. Vinagenturerna representerade utländska producenter i Sverige, framför allt mot restaurangbranschen, men kunde inte själva sälja något vin.
1958 grundade Philipson vinprovarorganisationen Munskänkarna, som under sina tidiga år var fokuserad på att öka kunskapen om vin hos personer inom restaurangbranschen. Förebilden var den brittiska organisationen The Guild of Sommeliers. Året innan, 1957, hade Systembolaget inlett sin "Operation vin" för att öka intresset för vin i Sverige i syfte att minska konsumtionen av brännvin och andra spritdrycker. En bidragande anledning tanken att ändra konsumtionsmönstren var att motboken avskaffats 1955. Vid denna tid var konsumtionen av vin i Sverige liten i jämförelse med spritkonsumtionen, och bestod till stor del av starkviner såsom madeira snarare än av icke-förstärkta bordsviner. De flesta restauranganställda hade därför begränsade kunskaper och egna erfarenheter av bordsviner på 1950-talet, vilket Philipson alltså ville ändra på.
1982 grundade Philipson Vinakademien och 1986 bidrog han till att grunda Sommelierföreningen, eftersom Munskänkarna vid denna tid inte längre var specifikt fokuserad på restaurangfolk.
1989 slogs Nils-Bertil Philipson AB ihop med Sven Söderbergs Grosshandelsfirma (grundad 1959) till Philipson & Söderberg, samtidigt som Nils-Bertil Philipson sålde till personalen.